# FocusWriter
FocusWriter — свободный текстовый процессор с минималистичным пользовательским интерфейсом, позволяющим полностью сфокусироваться на работе. Написан программистом Грэмом Готом (Graeme Gott) с использованием Qt. Пользуется популярностью у пользователей. Доступен для множества платформ, включая: Windows, Linux, Mac OS. Переведён на множество языков, включая русский.

## Основные возможности
- Малый размер и portable-режим. Его можно закачать на флешку и использовать всегда и везде для написания и редактирования текстов.
- Локализация. Имеет встроенный русский язык и еще более 20 языков.
- Проверка правописания. Умеет проверять русский и многие другие языки.
- План. Вы можете задать в настройках, сколько текста вам нужно написать за день. Программа отобразит процент выполнения.
- Редактирование сцен. Функция для навигации между фрагментами текста.
- Функция фокусировки. Редактор позволяет подсвечивать фрагмент текста, над которым ведётся работа. Можно подсвечивать текущую строку или целый абзац.
- Удобный интерфейс. Все элементы управления появляются по мере надобности. Это не напрягает глаза и позволяет лучше концентрироваться на творчестве.
- Настройка тем. Вы можете подобрать любую визуальную тему на вкус, редактируя цвета, шрифты, размер рамки и даже фоновое изображение.
- Доступность для всех платформ.